# あららぎ高原スキー場
あららぎ高原スキー場（あららぎこうげんスキーじょう）は、長野県下伊那郡阿智村（旧浪合村）にあるスキー場。2017-2018シーズンを最後に営業していない。

## コース
2基のリフトが設置され、ナイター設備も備えている。キッカーなどが整備されたスノーパークあり。2017-2018シーズンは第二リフトおよび第二ゲレンデは営業されていなかった。

### コース
- 第１ゲレンデ（下部ゲレンデ、初級者向け）
- 第２ゲレンデ（上部ゲレンデ、中級者向け）

### リフト
- 第１クワッドリフト（700m)
- 第２ペアリフト(430m)

## 歴史
- 1989年 - 開業
- 2018年 - 2018-2019シーズンから、営業休止が決定[1][2]

## アクセス
- 中央自動車道：園原IC（名古屋方面のみ）、飯田IC